# LY6G6D
LY6G6D (англ. Lymphocyte antigen 6 family member G6D) – білок, який кодується однойменним геном, розташованим у людей на 6-й хромосомі. Довжина поліпептидного ланцюга білка становить 133 амінокислот, а молекулярна маса — 13 691.
| 10         |  | 20         |  | 30         |  | 40         |  | 50         |
| ---------- |  | ---------- |  | ---------- |  | ---------- |  | ---------- |
| MKPQFVGILL |  | SSLLGAALGN |  | RMRCYNCGGS |  | PSSSCKEAVT |  | TCGEGRPQPG |
| LEQIKLPGNP |  | PVTLIHQHPA |  | CVAAHHCNQV |  | ETESVGDVTY |  | PAHRDCYLGD |
| LCNSAVASHV |  | APAGILAAAA |  | TALTCLLPGL |  | WSG        |  |            |

A: Аланін

C: Цистеїн

D: Аспарагінова кислота

E: Глутамінова кислота

F: Фенілаланін

G: Гліцин

H: Гістидин

I: Ізолейцин

K: Лізин

L: Лейцин

M: Метіонін

N: Аспарагін

P: Пролін

Q: Глутамін

R: Аргінін

S: Серин

T: Треонін

V: Валін

W: Триптофан

Локалізований у клітинній мембрані, мембрані, клітинних відростках.